# الخط الأزرق (مترو دبي)
الخط الأزرق، هو خط مقترح لقطارات الركاب التابعة لشبكة مترو دبي، يخدم دبي في الإمارات العربية المتحدة. من المتوقع أن يربط بين مطار دبي الدولي ومطار آل مكتوم الدولي، وتشير التقارير إلى أن طوله قد يصل إلى 47 كم وسيكون مجهزًا بقطار سريع تصل سرعته إلى 110 كم في الساعة.
توجد محطة نقل مع الخط الأخضر في محطة الخور وواحدة مع الخط الأحمر في سنتربوينت. بالإضافة إلى ذلك، تعد المدينة العالمية 1 محطة تبادل بين فرعي الخور وسنتربوينت. يوجد للخط الأزرق مستودعه الرئيسي في الروية 3.
ووافق الشيخ محمد بن راشد آل مكتوم، نائب رئيس الدولة رئيس مجلس الوزراء حاكم دبي، على المشروع في 24 نوفمبر 2023، باستثمارات إجمالية تبلغ 18 مليار درهم. ومن المتوقع أن يتم تشغيله بحلول عام 2029. ويهدف المشروع إلى تعزيز نظام النقل العام في دبي ودعم التنمية الاقتصادية والاجتماعية للمدينة. كما سيخدم المشروع الزيادة المتوقعة في عدد الزوار والمقيمين في دبي. سيتم تنفيذ المشروع من قبل هيئة الطرق والمواصلات في دبي، بالتعاون مع القطاع الخاص.